# Last Day on Earth
Last Day on Earth è un album in studio del musicista gallese John Cale e del musicista statunitense Bob Neuwirth, pubblicato nel 1994.

## Tracce
1. Overture – 8:06
2. Café Shabu – 5:37
3. Pastoral Angst – 2:29
4. Who's in Charge? – 2:53
5. Short of Time – 3:08
6. Angel of Death – 4:19
7. Paradise Nevada – 5:33
8. Old China – 3:13
9. Ocean Life – 4:48
10. Instrumental – 1:57
11. Modern World – 5:53
12. Streets Come Alive – 3:22
13. Secrets – 4:19
14. Maps of the World – 4:52
15. Broken Hearts – 3:03
16. The High and Mighty Road – 5:03